# Muhlenbergia jaime-hintonii
Muhlenbergia jaime-hintonii là một loài thực vật có hoa trong họ Hòa thảo. Loài này được P.M.Peterson & Valdés-Reyna mô tả khoa học đầu tiên năm 1999.